# Estación Myllypuro

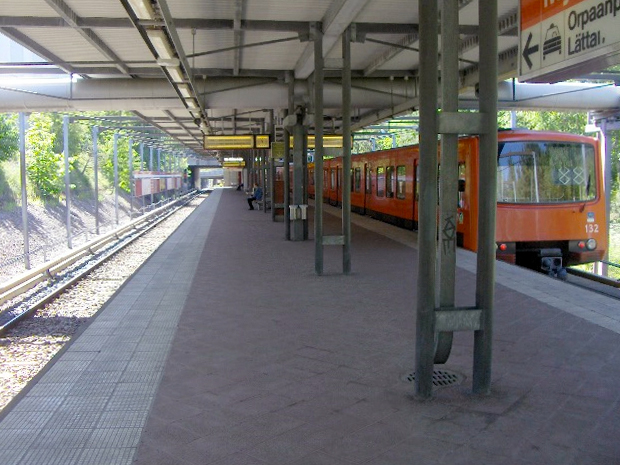
Estación Myllypuro.

La Estación Myllypuro (en finlandés Myllypuron metroasema; en sueco Metrostationen Kvarnbäcken) es una estación del ramal norte (Itäkeskus - Mellunmäki) del Metro de Helsinki. Sirve al distrito de Myllypuro, en el este de Helsinki.
La estación abrió el 21 de octubre de 1986, y fue diseñada por el bureau de arquitectos Toivo Karhunen Oy. Se encuentra a una distancia aproximada de 1,922 km de la Estación Itäkeskus, y a 1,371 km de la Estación Kontula.
- Datos: Q2324228
- Multimedia: Myllypuro metro station / Q2324228